# Arrens-Marsous
Arrens-Marsous là một xã thuộc tỉnh Hautes-Pyrénées trong vùng Midi-Pyrénées tây nam nước Pháp. Khu vực này có độ cao từ 720-3144 mét trên mực nước biển.
Giữa xã này là Maison du Val d'Azun, một trung tâm thông tin và bảo tàng của khu vực.

## Tham khảo

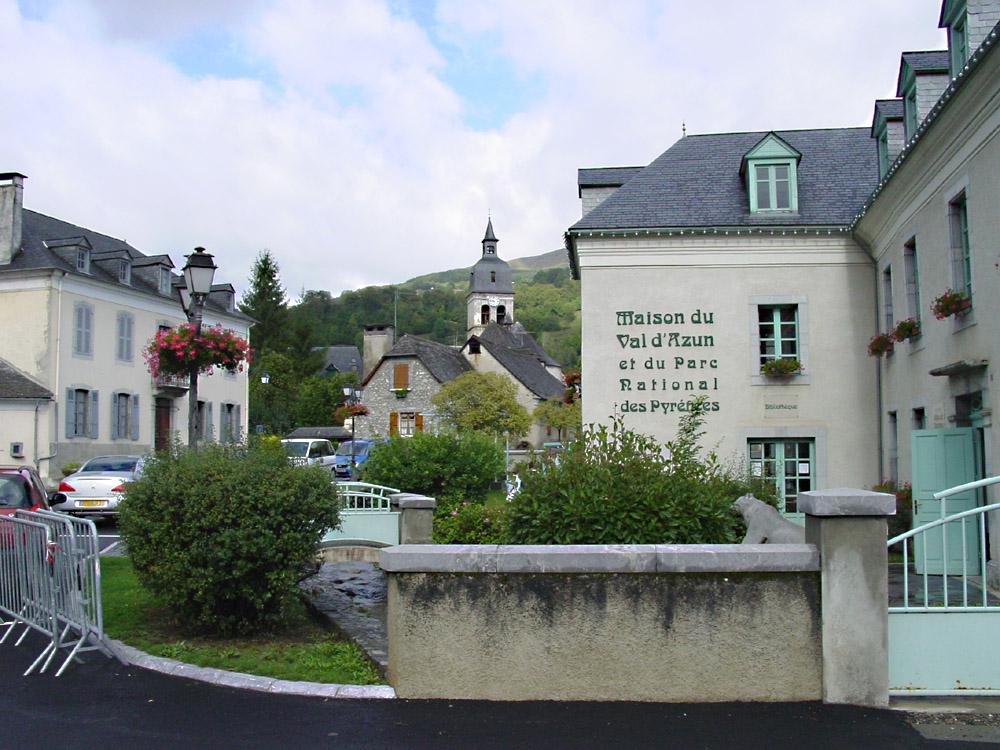
Centre of the village